# La Tor de Merlès
La Tor de Merlès és una masia de Santa Maria de Merlès (Berguedà) inclosa a l'Inventari del Patrimoni Arquitectònic de Catalunya.

## Descripció
Masia de planta rectangular, orientada a llevant, amb coberta a dues vessants i el carener perpendicular a la façana. La part més antiga de la casa correspon al mur de tramuntana, on els carreus es presenten més regulars i on les llindes de finestres són més antigues. La casa de Tor té uns orígens més antics, però al segle xvii fou reformada i s'habilità com una masia de reduïdes dimensions.

## Història
Les primeres notícies es remunten al segle xiv. L'any 1353 el rector de Merlès, Berenguer Sa Cortada, compra entre altres terres i drets, unes terres a Pere de Torre i al seu fill, senyors del casal de la Torre de la Merlès. L'any 1219 Pere de la Torre ja venia masos i terres en aquesta vall de Merlès. L'any 1393 "donzell senyor de la Casa de la Torr" era "Pericho de Merlès", per donació a ell feta "per los honrats de P. ça Torr e Narnau ça Torr, donzells". Aquesta casa pertanyia a "Arnaldo Zatoor, termini Castri de Pinos" que, en un document del 1322 és perdonat mitjançant el pagament de "10 lliures barna. De diverses actuacions contra el senyor de Pinós". Veïna de la Casa de la Tó hi ha l'església romànica de la Trinitat de la Tor, possiblement del segle xii.